# Jay Summerour
Jay Summerour is een Amerikaanse harmonica-speler. Hij vormt een duo met blues-gitarist Warner Williams, dat Piedmontblues speelt in de traditie van Sonny Terry & Brownie McGhee.
Summerour leerde trompet spelen toen hij zeven was. Zijn opa leerde hem harmonica spelen. Summerour was lid van de Starland Vocal Band en is te horen op enkele van hun succesvolle platen. Ook speelde hij in Cambridge Harmonica Orchestra en met de band van Nils Lofgren. Sinds begin jaren negentig vormt hij een duo met Warner Williams, dat af en toe op festivals optreedt onder de naam Little Bit A Blues en tot nu toe drie platen maakte.

## Discografie
- Little Bit A Blues (met Warner Williams), Patuxent, 2002
- Blues Highway (live, met warner Williams), Smithsonian Folkways, 2004
- Down 'n' Dirty (met Warner Williams), Patuxent/Orchard, 2007